# 조콩드

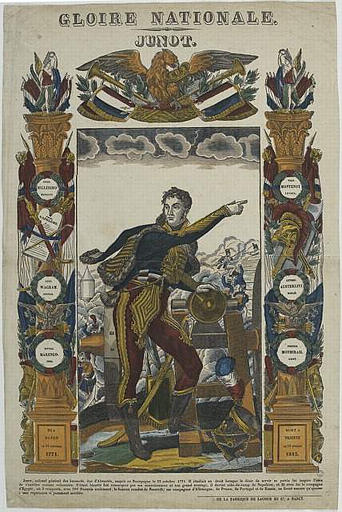
19세기 쥐노 장군을 그린 대중적인 판화이다.

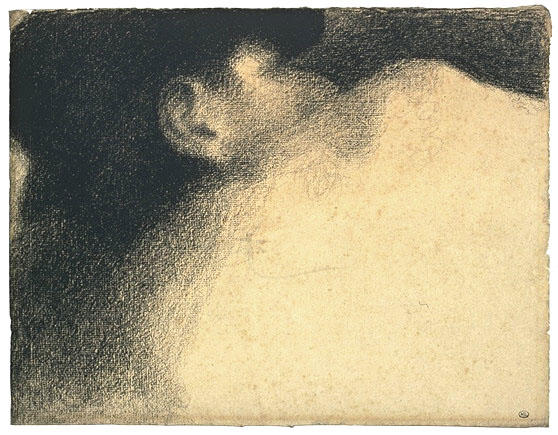
조르주 쇠라의 드로잉 '잠자는 사람'. 작품 49점 중 하나이다. 조콩드는 드로잉이 매우 풍부하다.

조콩드(Joconde)는 1975년에 만들어져 현재 온라인으로 이용 가능한 중앙 데이터베이스로, 프랑스 문화부가 관리하며, 1,200개 이상의 기관을 포함하는 문화유산법 제 L. 441-1조에 따라 프랑스 박물관(Musées de France)으로 등재된 주요 프랑스 공립 및 사립 박물관 소장품의 정보를 담고 있다.
"라 조콩드(La Joconde)"는 모나리자의 프랑스어 이름으로, 루브르 박물관 소장품의 약 절반과 마찬가지로 이 데이터베이스에 포함되어 있으며, 레오나르도 다빈치의 작품, 그의 작품을 모방한 작품 또는 그와 관련된 작품 295점 중 하나이다. 이 중 레오나르도 다빈치의 작품은 6점의 회화를 포함하여 42점에 불과하다. 2012년 11월 기준으로 조콩드는 프랑스 366개 소장처의 475,000점 이상의 객체 정보를 온라인으로 제공하고 있으며, 290,000점 이상의 이미지를 제공하고 있다. 여기에는 드로잉 209,350점, 회화 63,547점, 판화 34,561점, 조각 34,102점 또는 의상 및 액세서리 16,631점이 포함되며 여전히 확장 중이다. 2022년 6월에는 636,405점의 객체를 기록했다.
이 데이터베이스는 대중에게 정보를 제공할 뿐만 아니라 박물관 관리자 및 큐레이터의 요구에도 부응하기 위해 전문 도구를 온라인으로 제공하여 박물관 소장품의 목록 작성 및 주 재고 조사("récolement")를 용이하게 한다. 이것이 목록의 높은 정확성을 설명한다. 박물관이 자발적으로 데이터베이스를 정기적으로 보강하는 데 참여하므로 일부는 소장품의 많은 부분을 제시할 수 있지만, 다른 일부는 단순히 첫 번째 박물관이 영구적으로 기탁한 객체 때문에 나타날 수 있다.
1992년부터 프랑스의 미니텔 시스템에서 운영되었던 이 데이터베이스는 1995년에 온라인으로 제공되었다. 원래는 미술과 장식 예술의 객체만을 대상으로 했지만, 2004년에는 고고학과 민족학의 객체를 위한 별도의 데이터베이스와 통합되었다. 이 데이터베이스는 문화부의 "프랑스 박물관 디렉션"(DMF) 산하에 있다.
가장 잘 알려진 소수의 객체에는 산문 해설이 포함되어 있다. 모든 이미지가 컬러는 아니며, 특히 고고학 소장품의 경우 더욱 그렇다. 20세기 중반 이후에 만들어진 객체에 이미지가 없는 경우 대부분 저작권 문제 때문이다. 원래 데이터베이스에서는 49개의 검색 기준 목록이 특별한 어휘를 사용하여 고도로 구조화되어 있어 색인의 도움을 받아 매우 구체적이고 정확한 검색이 가능하다.
2019년 7월 9일부터 조콩드는 문화부의 일반 데이터베이스인 POP(Plateforme Ouverte du Patrimoine)에서 이용할 수 있으며, 이 데이터베이스는 8개의 데이터베이스를 통합하고 9개의 주요 고급 검색 기준만을 제공하지만, 2022년 6월 25일 기준 3,976,845점의 객체를 포함하며, 이 중 드로잉 253,677점, 회화 146,620점, 조각 226,777점이 있다. 조콩드의 이전 검색 페이지는 여전히 이용 가능하지만, 2019년 3월 19일 이후로는 업데이트되지 않고 있다.